# Carol I av Rumänien
Carol I (även känd som Karl I), född 20 april 1839, död 10 oktober 1914, var prins av Hohenzollern, furste av Rumänien från 1866 och kung av Rumänien från den 14 mars 1881. Han var son till Karl Anton av Hohenzollern-Sigmaringen och Josephine av Baden och gift (15 november 1869) med Elisabet av Wied.
Carol I valdes efter Alexander Kusas abdikation 1866 till furste av rumänien och hade till att börja med stora svårigheter att styra, bland annat 1871 under fransk-tyska kriget då hans tyska sympatier framkallade jäsning i landet. Carol, som en tid tänkte abdikera, lyckades dock vinna det konservativa partiets sympatier. Under rysk-turkiska kriget tvingades han ställa sina trupper till ryskt förfogande och förde själv befälet över de rysk-rumänska trupperna i slaget vid Plevna. I freden 1878 erkändes Rumäniens självständighet, men landet måste avträda ett område i Bessarabien mot Dobrudzja. 1881 utropades Carol till kung. Även det liberala partiet slöt upp kring Carol, och därmed var hans inrikespolitiska ställning säkrad. Utrikespolitiskt gick han i oktober 1883 i allians med Österrike-Ungern och Tyskland och förblev dessa alliansförbindelser trogen hela sitt liv. Med österrikiskt stöd lyckades han 1913 av Bulgarien förvärva ytterligare en del av Dobrudzja. Förhållandet till centralmakterna blev dock mindre hjärtligt på grund av den starka ryssvänligheten i Rumänien. Sedan den liberala regeringen under Ion Brătianu tagit makten, yrkade Carolin 2 augusti 1914 i kronrådet, att Rumänien omedelbart skulle ingripa i första världskriget på centralmakternas sida, men fick inte regeringen med sig. Han försökte nu hindra landets anslutning till ententen, men avled redan samma år.
Som kung genomförde han en administrativ och militär modernisering av Rumänien efter tysk modell.
Carol I efterträddes av sin äldre bror Leopolds son Ferdinand I av Rumänien.
Han fick ett barn med Elisabet av Wied, Maria, född 8 september 1870 i Bukarest, död 9 april 1874 i samma stad.

## Utmärkelser
- Storkors av Leopoldorden,  28 september 1869[2]
- Militärförtjänstkorset
- Strumpebandsorden
- Gyllene skinnets orden
- Sachsen-Ernestinska husorden
- Hessiska Ludvigsorden
- Riddare av Gyllene skinnets orden
- Kungliga Serafimerorden
- Elefantorden
- Sankt Alexander Nevskij-orden
- Annunziataorden
- Riddare av Sankt Mauritius och Sankt Lazarusorden
- Hohenzollerska husorden
- Karageorgevitjs stjärnas orden
- Rumänska Stjärnans orden
- Andreasorden
- Svarta örns orden
- Militärförtjänstkorset 3:e klass
- Pour le Mérite
- Georgsorden, fjärde klass
- Storkorsriddare av Italienska kronorden
- Georgsorden, tredje klass
- Militärorden för tapperhet i krig
- Sankt Kyrillos och Sankt Methodios orden
- Ryska Sankt Stanislausorden

[Redigera Wikidata]

## Fotnoter
1. ↑  Karl I av Rumänien i Svensk uppslagsbok
2. ↑  Almanach royal officiel de Belgique (på franska), läs online, läst: 14 maj 2023.[källa från Wikidata]